# Uniwersyteckie Gospodarstwo Doświadczalne Dłoń

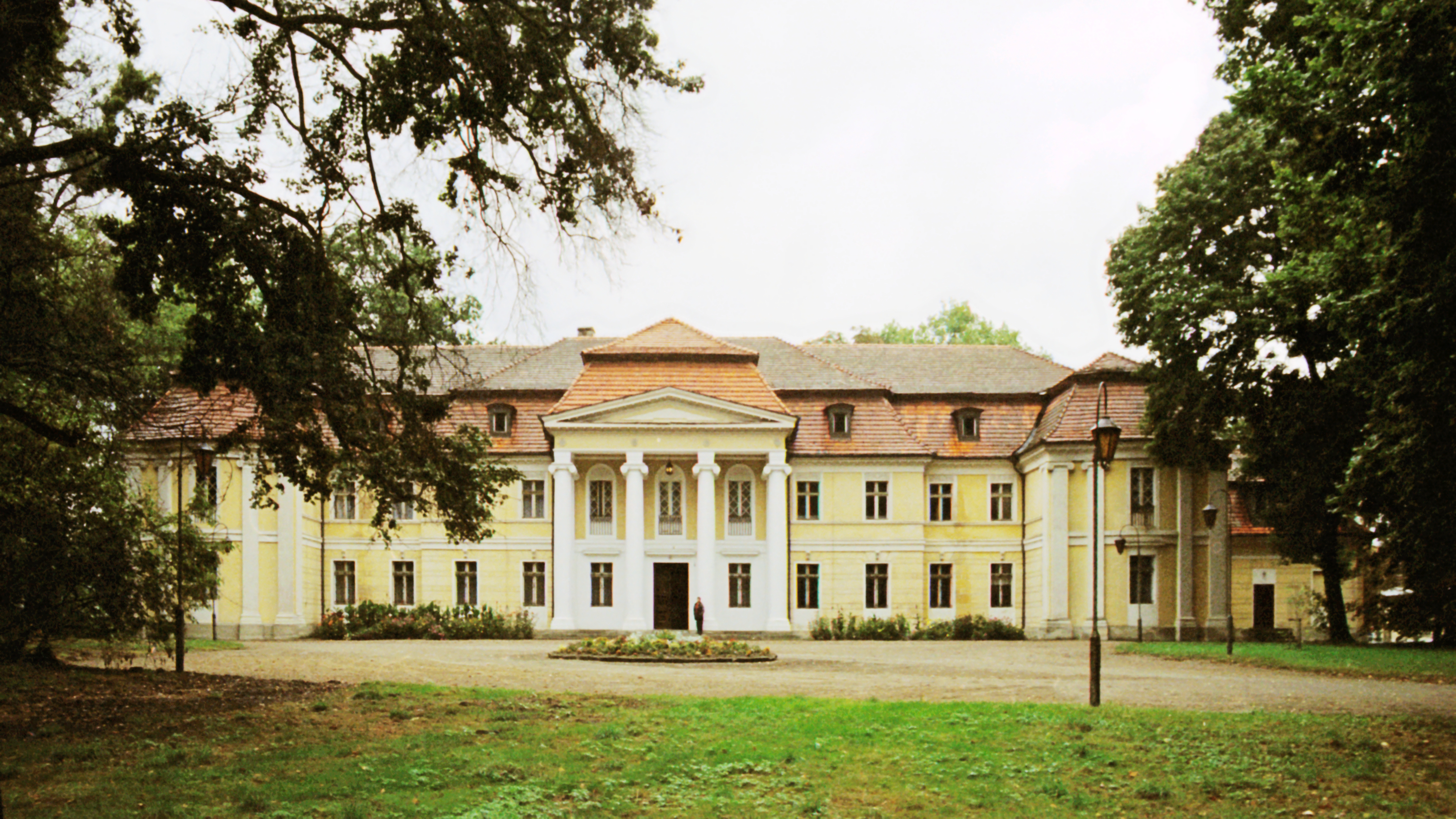
Pałac w Dłoni – siedziba jednostki

Uniwersyteckie Gospodarstwo Doświadczalne Dłoń – rolnicze gospodarstwo doświadczalne należące do Uniwersytetu Przyrodniczego w Poznaniu, zlokalizowane we wsi Dłoń (powiat rawicki).
Majątek w Dłoni istniał już w XIV wieku. W latach 70. XIX wieku przeszedł w ręce Samsona Wollera, przemysłowca z Bolesławca, właściciela przedsiębiorstwa Concordia. W 1900, po śmierci ojca, drogą spadku, nabyła go jego córka Otylia Woller, podczas gdy jej siostra Helena, odziedziczyła, zakupione przez Samsona Wollera w 1878 sąsiednie Smolice. W 1912 roku Otylia Woller poślubiła księcia Franciszka Druckiego-Lubeckiego.
W 1957 przejęła go na własność ówczesna Wyższa Szkoła Rolnicza i urządziła tu gospodarstwo doświadczalne. Od 1994 nazwa jednostki brzmi: Rolnicze Gospodarstwo Doświadczalne Dłoń, Uniwersytet Przyrodniczy w Poznaniu. Od 1992 do 2015 kierował nim mgr inż. Eugeniusz Andrzejczak, a od 1 stycznia 2016 – dr inż. Witold Skrzypczak.
Na gospodarstwo składa się dawny zespół pałacowo-parkowy z folwarkiem (wpisane do rejestru zabytków jest 70% obiektów jednostki) o powierzchni 4 hektarów. Powierzchnia całego gospodarstwa wynosi 635 hektarów (562 hektary gruntów rolnych). Budynki mieszczą m.in. sale konferencyjne i dydaktyczne. Administracja mieści się w dawnej powozowni.
Obora mieści 175 sztuk bydła rasy czarno-białej z wysoką domieszką krwi holsztyno-fryzyjskiej (2015). Obora znajduje się w krajowej czołówce mleczności bydła. Odbywają się tutaj m.in. zajęcia i badania z zakresu hodowli i użytkowania bydła. Produkcja roślinna to głównie uprawa pszenicy i jęczmienia, pasz objętościowych dla bydła, jak również buraków cukrowych i rzepaku. 10 hektarów gruntów pozostaje do dyspozycji naukowców genetyków. Prowadzone są tu m.in. badania nad hodowlą odmian soi, lnicznika siewnego i pszenicy oraz dostosowania tych roślin do polskich warunków wegetacyjnych.
Stajnia mieści kilka koni rasy wielkopolskiej i angloarabskiej.